# Калдино
Калдино — село в Фёдоровском районе Саратовской области, в составе сельского поселения Семёновское муниципальное образование.

## Физико-географическая характеристика
Село расположено в Низком Заволжье, в пределах Сыртовой равнины, относящейся к Восточно-Европейской равнине, на правом берегу реки Еруслан, на высоте около 80—85 метров над уровнем моря. Рельеф местности равнинный, слабохолмистый. Почвы тёмно-каштановые.
По автомобильным дорогам расстояние до административного центра сельского поселения села Семёновка составляет 11 км, до районного центра рабочего посёлка Мокроус — 20 км, до областного центра города Саратов — 140 км.
Часовой пояс
Калдино, как и вся Саратовская область, находится в часовой зоне МСК+1. Смещение применяемого времени относительно UTC составляет +4:00.

## Население
Динамика численности населения
| 1859 | 1889 | 1897 | 1910 | 1987 | 2002 |
| ---- | ---- | ---- | ---- | ---- | ---- |
| 689  | 1476 | 1980 | 2179 | ≈480 | 445  |

| 2002 | 2010 |
| ---- | ---- |
| 442  | ↘422 |

## История
Первоначально известно как село Верхний Плёс. Село Верхний Плёс обозначено на карте Европейской России и Кавказского края 1862 года. На карте Самарской губернии 1867 года отмечено как Верхний Плёс (Калдино) По состоянию на 1890 год — в составе Фёдоровской (впоследствии Семёновской волости) Новоузенского уезда Самарской губернии. Согласно Списку населённых мест Самарской губернии 1910 года село населяли бывшие государственные крестьяне, русские и мордва, православные, всего 1049 мужчин и 1150 женщин. В селе имелись церковь, земская и церковно-приходская школы, 6 ветряных мельниц, по воскресеньям проводились базары
В 1918 году из состава Семёновской выделена самостоятельная Калдинская волость. В 1920 году Калдинская волость включена в Дергачёвский уезд Саратовской губернии.

После образования АССР немцев Поволжья — в составе Фёдоровского кантона. 28 августа 1941 года был издан Указ Президиума ВС СССР о переселении немцев, проживающих в районах Поволжья. Немецкое население АССР немцев Поволжья было депортировано.
После ликвидации АССР немцев Поволжья Калдино, как и другие населённые пункты Фёдоровского кантона, было передано Саратовской области.

## Связь
Сотовая связь и высокоскоростной мобильный интернет стандарта 4G/LTE.